# Prosper Bressant

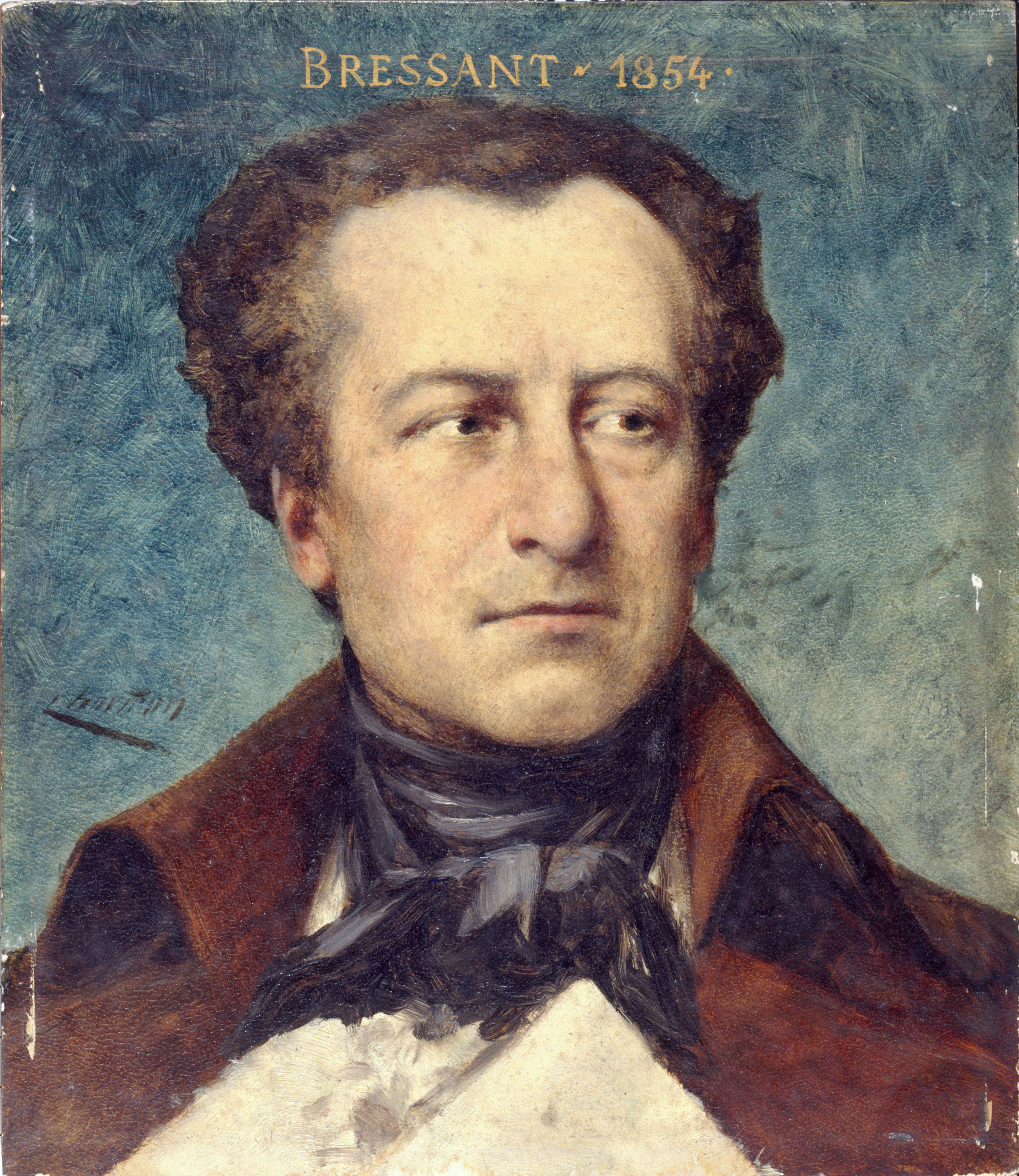
Jean-Baptiste Bressant by Théobald Chartran.

Jean Baptiste Prosper Bressant, född den 24 oktober 1815, död den 23 januari 1886, var en fransk skådespelare.
Bressant debuterade 1835 i Paris, och spelade 1838–1846 i Sankt Petersburg. Han var 1846–1854 anställd vid Théâtre du Gymnase i Paris och 1854–1876 societär vid Théâtre Français. Bressant blev en av samtidens främsta franska skådespelare inom den klassiska och moderna komedin, och spelade med framgång Molière, Pierre de Marivaux och Alfred de Musset, men spelade även karaktärsroller som Tartuffe och Misantropen.